# Campeonato Mundial de Judo de 1979
El X Campeonato Mundial de Judo se celebró en París (Francia) entre el 6 y el 9 de diciembre de 1979 bajo la organización de la Federación Internacional de Judo (IJF) y la Federación Francesa de Judo. 

## Medallistas

### Masculino
| Evento            | Oro                      | Plata                         | Bronce                                               |
| ----------------- | ------------------------ | ----------------------------- | ---------------------------------------------------- |
| –60 kg            | Thierry Rey Francia      | Jong Kao-Woon Corea del Sur   | Felice Mariani · Italia · Yasuhiko Moriwaki · Japón  |
| –65 kg            | Nikolai Solodujin URSS   | Yves Delvingt Francia         | Janusz Pawłowski · Polonia · Kyosuke Sahara · Japón  |
| –71 kg            | Kyoto Katsuki Japón      | Ezio Gamba · Italia           | Neil Adams Reino Unido Tamaz Namgalauri URSS         |
| –78 kg            | Shozo Fujii Japón        | Bernard Tchoullouyan Francia  | Harald Heinke RDA Park Young-Chul Corea del Sur      |
| –86 kg            | Detlef Ultsch RDA        | Michel Sanchis Francia        | Walter Carmona Brasil Masao Takahashi Japón          |
| –95 kg            | Tenguiz Jubuluri URSS    | Robert Van de Walle · Bélgica | Günther Neureuther · RFA · Henk Numan · Países Bajos |
| +95 kg            | Yasuhiro Yamashita Japón | Jean-Luc Rougé Francia        | Cho Jea-Ki · Corea del Sur · Imre Varga · Hungría    |
| Categoría abierta | Sumio Endo Japón         | Vitali Kuznetsov URSS         | Radomir Kovačević Yugoslavia Jean-Luc Rougé Francia  |

## Medallero
| Núm. | País          | Oro | Plata | Bronce | Total |
| ---- | ------------- | --- | ----- | ------ | ----- |
| 1    | Japón         | 4   | 0     | 3      | 7     |
| 2    | URSS          | 2   | 1     | 1      | 4     |
| 3    | Francia       | 1   | 4     | 1      | 6     |
| 4    | RDA           | 1   | 0     | 1      | 2     |
| 5    | Corea del Sur | 0   | 1     | 2      | 3     |
| 6    | Italia        | 0   | 1     | 1      | 2     |
| 7    | Bélgica       | 0   | 1     | 0      | 1     |
| 8    | RFA           | 0   | 0     | 1      | 1     |
| 8    | Brasil        | 0   | 0     | 1      | 1     |
| 8    | Hungría       | 0   | 0     | 1      | 1     |
| 8    | Países Bajos  | 0   | 0     | 1      | 1     |
| 8    | Polonia       | 0   | 0     | 1      | 1     |
| 8    | Reino Unido   | 0   | 0     | 1      | 1     |
| 8    | Yugoslavia    | 0   | 0     | 1      | 1     |
|      | TOTAL         | 8   | 8     | 16     | 32    |